# Linden Porco
Linden Porco (* 29. August 1996 in Winnipeg, Manitoba) ist ein kanadischer Schauspieler. Er ist kleinwüchsig und hat die Genkrankheit Knorpel-Haar-Hypoplasie.

## Leben
Ursprünglich wollte Linden Porco Fußballspieler werden. Im Alter von neun Jahren hatte er jedoch seine erste Filmrolle als Body-Double für Marlon Wayans Charakter im Film Little Man (2006). Der Kopf von Wayans wurde digital auf seinen Körper eingefügt. Es folgte ein Auftritt als Chuckys Body-Double im Film Cult of Chucky (2017). 2018 folgte zunächst ein Auftritt in sechs Folgen der Syfy-Fernsehserie Channel Zero. Im gleichen Jahr spielte er die Titelrolle im Film Leprechaun Returns.

## Filmografie
- 2006: Little Man (als Body-Double)
- 2008: Bunky Blum and the Talking Train (Kurzfilm)
- 2013: A Very Larry Christmas
- 2015: Sunnyside (Fernsehserie, zwei Episoden)
- 2017: Cult of Chucky
- 2018: Channel Zero (Fernsehserie, sechs Episoden)
- 2018: Leprechaun Returns